# Mahudi
Mahudi és una muntanya al districte d'Hazaribagh a Jharkhand a uns 12 km a la cara sud de l'altiplà d'Hazaribagh; forma una fortalesa natural escarpada d'uns 250m, però l'altura màxima és de 755 metres; a la cara nord se'n separa una serra en forma de creixent on es va establir al segle xix una notable plantació de te.